# Pleasure Heads Must Burn
Pleasure Heads Must Burn jedyne oficjalne wydawnictwo zespołu The Birthday Party na którym możemy nie tylko usłyszeć ale i zobaczyć zespół. Po raz pierwszy "Pleasure Heads Must Burn" wydano w formacie VHS w roku 1984. Na kasecie zostały zawarte przede wszystkim dwa występy z manchesterskiego klubu Hacienda. Pierwsze sześć utworów zostało zarejestrowane w dniu 22 lipca 1982 a drugi występ odbył się 24 lutego 1983. Całość jest przedzielona jedynym wideoklipem zespołu, powstałym w australijskim mieście Melbourne, który został zrealizowany 2 lutego 1981 przez zespół filmowy The Rich Kids w skład którego wchodzili Evan English oraz Paul Goldman. Teledysk zmontował John Hillcoat.
W roku 2003 na bazie wcześniejszej kasety VHS wydawnictwo Cherry Redy dokonało reedycji w formacie DVD. W tym wydaniu, część którą można było zobaczyć na kasecie VHS, została umieszczona na samym końcu i w spisie utwory 6-11 to zapis z koncertu w dniu 22 lipca 1982 a utwory 12-18 z koncertu 24 lutego 1983. Część koncertowa jest poprzedzona opisywanym wcześniej teledyskiem umieszczonym na pozycji numer 1. W dalszym ciągu możemy zobaczyć niepublikowane wcześniej utwory (oznaczone numerem 2-3)z koncertu w The Ace Cinema w Brixton.Ścieżka numer 4 na DVD to zapis z koncertu w Trade Union Club w Sydney 14 maja 1983 roku. Natomiast ścieżka numer 5 została nagrana w Niemczech w studiu VPRO TV dla programu "Götterdämmerung 2000" w lipcu 1982. 

## Lista utworów VHS
1. "Dead Joe"
2. "A Dead Song"
3. "Junkyard"
4. "Release The Bats"
5. "(Sometimes) Pleasure Heads Must Burn
6. "Big Jesus Trash Can"
7. "Nick The Stripper"
8. "Hamlet (Pow!Pow!Pow!)"
9. "Pleasure Avalanche"
10. "Six Inch Gold Blade"
11. "Wild World"
12. "Six Strings That Drew Blood"
13. "Sonny's Burning"
14. "She's Hit"

## Lista utworów DVD
1. "Nick the Stripper"
2. "Fears Of Gun/"
3. "Hamlet (Pow!Pow!Pow!)"
4. "Deep In The Woods"
5. "Junkyard"
6. "Dead Joe"
7. "A Dead Song"
8. "Junkyard"
9. "Release The Bats"
10. "(Sometimes) Pleasure Heads Must Burn
11. "Big Jesus Trash Can"
12. "Hamlet (Pow!Pow!Pow!)"
13. "Pleasure Avalanche"
14. "Six Inch Gold Blade"
15. "Wild World"
16. "Six Strings That Drew Blood"
17. "Sonny's Burning"
18. "She's Hit"

## Wykonawcy
- Nick Cave – śpiew, saksofon, perkusja
- Rowland S. Howard – gitara, śpiew, saksofon
- Mick Harvey – organy, pianino, gitara, śpiew
- Tracy Pew – gitara basowa, klarnet
- Phill Calvert – perkusja